# Газонафтове родовище
Газонафтове родовище (рос.газонефтяное месторождение, англ. gas-oil field, нім. Erdöl-Gaslagerstätte f) – сукупність покладів газу та нафти в одному структурному елементі при переважанні об’єму газу над об’ємом нафти. Як правило, Г.р. групуються в зони нафтогазонакопичення. В окремих випадках Г. може бути лише одним газонафтовим покладом. В розрізі Г.р., найчастіше у верхній частині, знаходяться газові поклади, потім газонафтові і в нижній частині – нафтові. Ці поклади мають відповідно газоводяні, газонафтові і водонафтові контакти. Розподіляються поклади по розрізу Г. нерівномірно. 
Основні скупчення вуглеводнів приурочені до певних літолого-стратиграфічних комплексів залежно від особливостей геологічної будови як самого Г.р., так і від умов формування нафтогазоносної області або провінції, до складу якої входить те чи інше родовище. Г.р. звичайно групуються в зони нафтогазонагромадження. В межах одного Г.р. можуть бути виявлені структурні, літологічні та інші типи покладів. Продуктивні пласти Г.р. є міжґранулярними, кавернозними або тріщинними колекторами. 
Експлуатація газових і нафтових покладів Г.р. здійснюється окремо. Подібні за будовою і продуктивністю поклади об’єднуються в єдині об’єкти розробки з врахуванням можливості їх експлуатації однією мережею свердловин. 